# Mässingsbarb
Mässingsbarb eller mässingbarb (Barbodes semifasciolatus, syn. Puntius semifasciolatus) är en populär akvariefisk i familjen karpfiskar.
Vildformen kallas mässingsbarb. En guldgul avelsform kallas för guldbarb. Den är allätare.
Arten äter små ryggradslösa djur och olika växtdelar.
I begränsade regioner påverkas beståndet negativ av vattenföroreningar och av introducerade främmande fiskar. Hela populationen anses vara stor. IUCN listar arten som livskraftig.

## Utseende
Kroppens grundfärg är olivgrön, den blir mässingsglänsande vid påfallande ljus. Fyra till sju små ofullständiga lodräta streck (band) med varierande längd och oregelbundna avstånd från varandra, som ibland kan försvinna. Mörka fläckar kan även förekomma. Fenorna gulaktiga eller svagt rosa. Hanen är mindre och färggrannare än honan. Två par mycket små skäggtömmar. 
Mässingsbarb blir upp till 7 cm lång men de flesta exemplar når en längd av cirka 3,5 cm. Den tyngsta individen vägde 12 g.

## Utbredning
Ner till 5 meters djup i Röda flodens utbredningsområde i sydöstra Kina och Vietnam inklusive ön Hainan. Populationen i floden Mekong är troligtvis introducerad. Arten infördes även på Hawaii och i Uruguay.

## Akvariefisk
Det är en fredlig, vacker, livlig och anspråkslös stimfisk i det undre och mellersta delen av akvariet. Vattentemperaturen bör vara mellan 18 och 24 grader, pH 6,0–8,0, dH 5,0–19,0. Arten infördes till Europa (Berlin) 1909.

### Odling
22-24 grader, gärna tät bottenväxtlighet. Brett, ljust akvarium med stora fria simytor, sandbotten. Mycket lättodlad. Leker ofta på morgonen. Totalt lägger honan 200 - 300 romkorn som kläcks efter 30-36 timmar. De är svåra romrövare, efter lek flyttas avelsfiskarna bort.